# 존 캔필드 스펜서
존 캔필드 스펜서(John Canfield Spencer, 1788년 1월 8일 ~ 1855년 5월 18일)는 미국의 정치인, 변호사, 판사이며 존 타일러 대통령의 행정부에서 전쟁장관 (1841년 ~ 1843년)과 재무장관 (1843년 ~ 1844년)을 지냈다.

## 어린 시절
뉴욕주 허드슨에서 태어난 존 캔필드 스펜서는 대법원장 앰브로스 스펜서의 아들이었다. 1806년 유니언 칼리지를 졸업한 후, 그는 1807년 뉴욕 주지사 대니얼 D. 톰킨스의 서기가 되었으며 올버니에서 법률을 수학하고 1809년 법정으로 수용되어 캐넌다이과에서 실행을 착수하였다. 그는 1809년 엘리자베스 스콧 스미스와 결혼하여 1811년 형평법 재판소의 달인이 되었다.

## 뉴욕주 정치
1812년 전쟁이 일어난 동안 스펜서는 미국 육군에 복무하여 북부 전선을 위한 여단 판사 대변인으로 임명되었다. 1814년 캐넌다이과에서 우체국장이었던 그는 1815년 뉴욕주의 5개의 서부 군들을 위한 보조 검찰 총장과 지방 검사가 되었고, 1816년 민주공화당원으로서 연방 하원으로 선출되어 1817년부터 1819년까지 지냈다. 1818년 후보 재지명을 추구하는 대신 스펜서는 연방 상원을 위한 후보였으나 루퍼스 킹에게 패하였다. 미합중국 제2 은행의 문제에 대하여 불리하게 보고한 위원회의 일원이었던 그는 1820년부터 1822년까지 뉴욕주의회의 의원이었으며 1820년 의장을 지냈다. 그는 1824년부터 1828년까지 뉴욕주 상원의 의원이었다.
1826년 스펜서는 프리메이슨들에 의하여 간직된 비밀을 폭로한 것으로 체포되고, 납치되어 살해된 윌리엄 모건의 실종을 조사하는 데 특별 검사로 지내면서 반메이슨 운동을 야기하였다. 스펜서는 반메이슨파와 편을 들었고 프리메이슨 의식에 원고의 저자였다. 그는 다시 1831년부터 1833년까지 뉴욕주의회의 의원이었으며 1837년 올버니로 이주하였다. 그는 알렉시 드 토크빌의 저서 〈미국에서 민주주의〉의 영어판을 편집하였고, 1839년부터 1841년까지 뉴욕주의 주무장관을 지냈다.

## 연방 정부
1841년 존 타일러 대통령은 자신의 행정부에 스펜서를 전쟁장관으로 임명하였다. 전쟁장관으로서 그는 아이오와주 카운실블러프스에서 컬럼비아강으로 확장되는
교역장의 체인을 제안하였다. 그는 또한 정부가 미시시피강의 서부로 이동하는 데 강요된 크리크족 인디언들의 보상 분야에서 육군 사령관들에 의하여 만들어진 합의를 고수하는 것을 추천하였다. 1842년 해군 사관생도인 그의 19세 아들 필립 스펜서가 전해진 바에 의하면 반란 시도로 범선 USS 소머스 호에 탑승한 2명의 다른 항해자들과 더불어 군법관 없이 사형되었다.
1843년 스펜서는 월터 포워드의 사임에 이어 재무장관으로 임명되었다. 재무장관으로서 그는 관세와 몰두하였고, 적자와 연방 지출이 1843년 자신이 회계 연도를 위하여 발표하도록 강요된 국내 과세로보다 수입품에 의무로 자금이 조달되어야 한다는 것을 믿었다. 재무부의 지출은 그 영수증을 초과하였고, 그는 커피와 차 같은 물품들에 추가적 수입세를 옹호하였다. 그는 또한 국고부가 직무에 의해 모금된 공적 자금을 보관 및 지급하는 데 원래 포워드에 의하여 시작된 계획을 지속적으로 개발하였다. 어떤 독립적인 재무 제도의 형성에서 지속적인 관심을 반영한 재무증권은 미국 의회에서 정치적 갈등의 이유로 실패하였다.
타일러 대통령은 스펜서를 두번이나 미국 대법원의 대법관으로 후보 지명을 했는 데 처음에 1844년 1월 스미스 톰슨의 의석을 채우는 데, 그리고 다시 동년 6월 헨리 볼드윈의 의석을 채우기 위해였으나 상원은 둘다 그를 확증시키는 데 실패하였다. 남부의 이익들에 의하여 지배된 행정부에서 몇몇 북부인들 중의 하나로서 스펜서는 자신의 내각 직위에 지내는 데 증가적으로 어려운 것을 찾아내 동년 5월 2일 재무장관으로서 사임을 하였다.

## 사망
올버니로 돌아온 스펜서는 1855년 5월 18일 67세의 나이로 사망하였다. 그는 부인 엘리자베스 곁에 올버니 시골 묘지에 안치되었다.

## 역대 선거 결과
| 선거명        | 직책명                     | 대수 | 정당       | 득표율 | 득표수  | 결과 | 당락                 |
| ------------- | -------------------------- | ---- | ---------- | ------ | ------- | ---- | -------------------- |
| 1816년 선거   | 하원의원 (뉴욕 제21선거구) | 15대 | 민주공화당 | 27.04% | 8,053표 | 2위  | 뉴욕주 하원의원 당선 |
| 1833년 재선거 | 상원의원 (뉴욕 제3부)      | 22대 | 휘그당     | 7.38%  | 11표    | 2위  | 낙선                 |